# أساسيات الطب
الطب هو علم الشفاء، يشمل مجموعة متنوعة من ممارسات الرعاية الصحية التي تهدف للحفاظ على الصحة من خلال الوقاية من المرض وعلاجه.

## الأهداف
- الشفاء.
- الصحة.
- الاستتباب.
- أخلاقيات الطب
- الوقاية من الأمراض.
- الرعاية التلطيفية.

## فروع الطب[2]
1. علم التخدير: ممارسة الطب المخصص لتسكين الآلام وتقديم الرعاية الكاملة لمرضى الجراحة قبل الجراحة وأثناءها وبعدها.
2. طب القلب: أحد فروع الطب الذي يتعامل مع اضطرابات القلب والأوعية الدموية.
3. طب الرعاية الحرجة: يركز على دعم الحياة والعناية المركزة للمصابين بأمراض خطيرة.
4. طب الأسنان: أحد فروع الطب، يتعامل مع أمراض تجويف الفم ومعالجتها.
5. طب الجلد: يتعامل هذا الفرع مع الجلد والشعر والأظافر.
6. طب الطوارئ: يركز هذا الفرع على الرعاية المقدمة في قسم الطوارئ.
7. طب الغدد الصماء: أحد فروع الطب، يتعامل مع اضطرابات جهاز الغدد الصماء.
8. علم الأوبئة: دراسة أسباب الأمراض وآلية انتشارها وبرامج السيطرة عليها.
9. الإسعاف الأولي: يهتم هذا الفرع بتقديم المساعدة الفورية لأي شخص يعاني من مرض أو إصابة مفاجئة، وتوفير الرعاية للحفاظ على الحياة، ومنع الحالة من التدهور، و / أو تعزيز الشفاء. يتضمن التدخل الأولي في الحالات الخطيرة قبل توفر المساعدة الطبية المتخصصة، مثل إجراء الإنعاش القلبي الرئوي أثناء انتظار سيارة الإسعاف، والعلاج الكامل للحالات البسيطة، مثل تضميد الجروح.
10. طب الجهاز الهضمي: أحد فروع الطب، يتعامل مع الجهاز الهضمي والعناية به.
11. الطب العام: (أو ما يسمى طب الأسرة) هو فرع من فروع الطب متخصص في الرعاية الأولية.
12. طب الشيخوخة: فرع من الطب يهتم بالصحة العامة ورفاهية كبار السن.
13. طب النساء: تشخيص وعلاج أمراض الجهاز التناسلي الأنثوي.
14. علم أمراض الدم: فرع الطب الذي يتعامل مع الدم وجهاز الدوران.
15. طب الكبد: أحد فروع الطب، يتعامل مع الكبد والمرارة والجهاز الصفراوي.
16. علم الأمراض المعدية: أحد فروع الطب، يتعامل مع تشخيص وتدبير الأمراض المعدية، وخاصة الحالات المعقدة والمرضى الذين يعانون من نقص المناعة.
17. الطب الباطني: يتضمن أمراض البالغين.
18. طب الجهاز العصبي: فرع من فروع الطب الذي يتعامل مع الدماغ والجهاز العصبي.
19. طب الكلى: فرع الطب المخصص للتعامل مع الجهاز الكلوي.
20. طب التوليد: رعاية المرأة أثناء الحمل وبعده.
21. طب العمل: فرع من فروع الطب، يهتم بالحفاظ على الصحة في مكان العمل.
22. علم الأورام: أحد فروع الطب، يدرس أنواع السرطان.
23. طب العيون: أحد فروع الطب المخصصة للتعامل مع العيون.
24. تصحيح البصر: أحد فروع الطب، يتضمن فحص العيون وتطبيق الأنظمة البصرية، ويهدف إلى اكتشاف العيوب أو التشوهات بالإضافة إلى التشخيص الطبي وتدبير أمراض العيون.
25. جراحة العظام: أحد الفروع الطبية المخصصة للتعامل مع إصابات الجهاز العضلي الهيكلي.
26. طب الأنف والأذن والحنجرة: يتعامل مع الأذنين والأنف والحنجرة.
27. علم الأمراض: دراسة الأسباب والآلية الإمراضية للأمراض.
28. طب الأطفال: أحد فروع الطب، يتعامل مع صحة الأطفال العامة ورفاهيتهم، يتضمن التعامل مع فئة الشباب في بعض البلدان مثل في الولايات المتحدة.
29. الطب الوقائي: التدابير المتخذة للوقاية من المرض، بدلًا من علاج المرض.
30. الطب النفسي: أحد فروع الطب المخصصة لدراسة الاضطرابات النفسية وتشخيصها وعلاجها والوقاية منها.
31. طب الرئة: فرع الطب الذي يتعامل مع الجهاز التنفسي.
32. علم الأشعة: أحد فروع الطب، يعتمد على التصوير الطبي لتشخيص وعلاج الأمراض.
33. الطب الرياضي: أحد فروع الطب، يتعامل مع اللياقة البدنية ومعالجة ومنع الإصابات المتعلقة بالرياضة والتمارين الرياضية.
34. طب الروماتيزم: يهتم هذا الفرع بتشخيص وعلاج الأمراض الروماتيزمية.
35. الجراحة: أحد فروع الطب، يستخدم التقنيات الجراحية للتحقق من وجود المرض ومعالجته، أو للمساعدة في تحسين وظائف الجسم أو تحسين مظهره.
36. طب الجهاز البولي: فرع من الطب، يختص بالجهاز البولي لكلا الجنسين والجهاز التناسلي الذكري.

- تاريخ الطب.
- طب ما قبل التاريخ.
- المعالجة المثلية.
- طب الأعشاب.
- الطب التقليدي الهندي
  - الأيورفيدا
- الطب في مصر القديمة.
- الطب في بلاد بابل.
- الطب الإيراني القديم [الإنجليزية].
- الطب الصيني التقليدي.
- الطب اليهودي [الإنجليزية].
- الطب الإغريقي الروماني.
- الطب في العالم الإسلامي خلال العصور الوسطى.
- طب العصور الوسطى في أوروبا الغربية.

## علم الأحياء الطبي
علم الأحياء الطبي

### مجالات علم الأحياء الطبي
- علم التشريح - دراسة البنية الفيزيائية للكائنات الحية. على عكس التشريح العياني أو الكلي، يهتم علم الخلايا وعلم الأنسجة بالبنى المجهرية.
  - قائمة المواضيع التشريحية
    - قائمة عظام هيكل الإنسان
    - قائمة الأعضاء التناسلية الذكرية والأنثوية ذات الصلة [الإنجليزية]
    - قائمة السمات التشريحية البشرية [الإنجليزية]
    - قائمة أجزاء تشريحية بشرية سميت نسبة لأشخاص
    - قائمة مكونات الدم البشري
    - قائمة الهرمونات البشرية
    - قائمة الأعصاب في جسم الإنسان
    - قائمة عضلات جسم الإنسان
    - قائمة المناطق في الدماغ البشري
- الكِيمياء الحيوية - دراسة الكيمياء التي تحدث في الكائنات الحية، وخاصة بنية ووظيفة مكوناتها الكيميائية.
- المعلوماتية الحيوية
- الهندسة الحيوية
- الفيزياء الحيوية
- الإحصاء الحيوي - تطبيق الإحصاء في المجالات البيولوجية بمعناها الأوسع. تُعدّ معرفة الإحصاء الحيوي أساسيةً في تخطيط البحوث الطبية وتقييمها وتفسيرها. كما أنها أساسيةٌ لعلم الأوبئة والطب المبني على الأدلة.
- التقانة الحيوية
  - علم التقانة الحيوية النانوية
- علم الخلية
- علم الأجنة
- العلاج الجيني
- علم الوراثة
  - علم الوراثة الخلوية
- علم الأنسجة
- علم المناعة
- علم الأحياء الدقيقة
- علم الأحياء الجزيئي
- العلوم العصبية (الخطوط العريضة)
- علم الطفيليات
- علم الأمراض
- علم وظائف الأعضاء
- علم أحياء النظم
- علم الفيروسات
- علم السموم
- والعديد من العلوم الأخرى (عادةً علوم الحياة المتعلقة بالطب)

### المرض (الأمراض والاضطرابات)
- المرض
- الإعاقة
- قائمة أنواع السرطان
- قائمة بأمراض واضطرابات الطفولة
- قائمة الأمراض التي تنتشر عن طريق اللافقاريات
- قائمة الأمراض التي تحمل نفس الاسم [الإنجليزية]
- قائمة الأمراض الوهمية [الإنجليزية]
- قائمة الاختلالات الوراثية
- قائمة طفيليات البشر [الإنجليزية]
- سوء التغذية
- قائمة الأمراض المعدية
  - قائمة الأمراض المعدية المسببة لمتلازمة تشبه أعراض الإنفلونزا [الإنجليزية]
- كمون الفيروس
- قائمة الاضطرابات النفسية
- قائمة الاضطرابات العصبية
- قائمة الأمراض واجبة التبليغ
- قائمة الأمراض والاضطرابات الجلدية
- قائمة الأمراض الجهازية المصحوبة بالأعراض العينية

## الممارسة الطبية
الممارسة السريرية
- الفحص الجسمي
- التشخيص
- الجراحة
- الدواء

## العقاقير
قوائم الأدوية [الإنجليزية]
- العقار
- استعمال العقاقير الاستجمامي
- المخدر
- قائمة المضادات الحيوية
- قائمة الأدوية المضادة للفيروسات
- قائمة المنتجات الصيدلانية الأكثر مبيعا [الإنجليزية]
- جريب فروت- تداخلات الدوائية
- قائمة الأدوية المحظورة من قبل الوكالة العالمية لمكافحة المنشطات [الإنجليزية]
- قانون إساءة استخدام العقاقير لعام 1971 [الإنجليزية]
- قائمة المواد الطبية المستنشقة [الإنجليزية]
- قائمة الأجسام المضادة وحيدة النسيلة
- قائمة العقاقير المخدرة [الإنجليزية]
- قائمة الأدوية النفسية
  - قائمة الأدوية النفسية حسب الحالة المعالجة [الإنجليزية]
- قانون المواد الخاضعة للرقابة [الإنجليزية]
  - قائمة المواد الخاضعة للرقابة المدرجة في الجدول الأول (الولايات المتحدة) [الإنجليزية]
  - قائمة المواد الخاضعة للرقابة المدرجة في الجدول الثاني (الولايات المتحدة) [الإنجليزية]
  - قائمة المواد الخاضعة للرقابة المدرجة في الجدول الثالث (الولايات المتحدة) [الإنجليزية]
  - قائمة المواد الخاضعة للرقابة المدرجة في الجدول الرابع (الولايات المتحدة) [الإنجليزية]
  - قائمة المواد الخاضعة للرقابة المدرجة في الجدول الخامس (الولايات المتحدة) [الإنجليزية]
- قائمة الأدوية المسحوبة

## المعدات الطبية
الأجهزة الطبية
- التصوير بالرنين المغناطيسي
- التصوير المقطعي المحوسب

## المختبرات الطبية
- تحليل الدم

## المرافق الطبية
- العيادة
- مستشفى المحتضرين
  - قائمة برامج الرعاية التلطيفية [الإنجليزية]
- المستشفى
  - قوائم المستشفيات في الولايات المتحدة [الإنجليزية]
    - قائمة مراكز الحروق في الولايات المتحدة [الإنجليزية]
    - قائمة المرافق الطبية التابعة لشؤون المحاربين القدامى [الإنجليزية]

## التعليم الطبي
التعليم الطبي - التعليم المتعلق بممارسة مهنة الطب؛ سواء التدريب الأولي ليصبح طبيبًا، أو التدريب الإضافي بعد ذلك، والزمالة.
- كلية طب
  - قوائم كليات الطب [الإنجليزية]
- فترة التدريب
- الإقامة
- الزمالة

## البحوث الطبية
البحوث الطبية
- البحث السريري (الخطوط العريضة [الإنجليزية])

## المصطلحات الطبية
المصطلحات الطبية
- قائمة الجذور الطبية واللاحقات والبادئات

### الاختصارات والمختصرات الطبية
- المختصرات في الرعاية الصحية
- قائمة اختصارات طبية
- قائمة الاختصارات الطبية: الاختصارات اللاتينية [الإنجليزية]
- قائمة مختصرات الأمراض والاضطرابات
- قائمة الاختصارات للمنظمات والعاملين في المجال الطبي [الإنجليزية]
- اختصارات مستخدمة في الوصفات الطبية
- قائمة الاختصارات المستخدمة في المعلوماتية الصحية [الإنجليزية]
- قائمة الاختصارات البصرية [الإنجليزية]

### القواميس الطبية
- قائمة أشكال الطب البديل [الإنجليزية]
- مصطلحات تشريحية
- مسرد البحوث السريرية [الإنجليزية]
- مسرد اضطرابات التواصل [الإنجليزية]
- مسرد مصطلحات مرض السكري [الإنجليزية]
- مسرد المصطلحات الطبية [الإنجليزية]
- مسرد مصطلحات الطب النفسي [الإنجليزية]

## المنظمات الطبية
- قائمة المنظمات الطبية
  - قائمة جمعيات الصيدلة [الإنجليزية]

### الوكالات الحكومية
- مراكز السيطرة على الأمراض والوقاية منها
- إدارة الغذاء والدواء (الولايات المتحدة)
- الأكاديمية الوطنية للطب (الولايات المتحدة الأمريكية)
- معاهد الصحة الوطنية الأمريكية

## المنشورات الطبية
- قائمة المنشورات الهامة في الطب
- قائمة بالمجلات الطبية
- قائمة المجلات الطبية والمعلوماتية الصحية [الإنجليزية]

## الشخصيات المؤثرة في الطب
- قائمة الأطباء [الإنجليزية]

### علماء الطب
- أقدم طبيب معروف هو هسير رع [الإنجليزية].
- أول طبيبة مسجلة هي بسشيت.
- الكيميائي الفارسي، الرازي.
- ابن سينا، الفيلسوف والطبيب.
- علماء الطب اليوناني الروماني:
  - أبقراط، الذي يُعتبر عمومًا أبو الطب الحديث
  - جالينوس، المعروف بجراحاته الطموحة
  - أندرياس فيزاليوس
  - أوريباسيوس، بيزنطي جمع المعرفة الطبية
- أبو القاسم، طبيب إسلامي يُعرف بأبي الجراحة الحديثة
- علماء الطب الأوروبيين في العصور الوسطى:
  - ثيودوريك بورجوني [الإنجليزية]، أحد أهم الجراحين في العصور الوسطى، والمسؤول عن تقديم وتعزيز التقدم الجراحي المهم بما في ذلك الممارسة الأساسية للمطهرات واستخدام التخدير.
  - غي دي شولياك، يعتبر من أوائل آباء الجراحة الحديثة، بعد الجراح الإسلامي العظيم أبو القاسم.
  - ريالدو كولومبو، عالم تشريح وجراح ساهم في فهم الدورة الدموية الصغرى
  - ميغيل سيرفيت، يُعتبر أول أوروبي يكتشف الدورة الدموية الرئوية
  - اقترح أمبرواز باريه استخدام الأربطة بدلاً من الكي، واختبر حجر البازهر
  - ويليام هارفي يصف الدورة الدموية
  - جون هانتر، جراح
  - أماتوس لوسيتانوس [الإنجليزية] وصف الصمامات الوريدية وخمن وظيفتها
  - غارسيا دي أورتا أول من وصف الكوليرا وأمراض المناطق الحارة الأخرى والعلاجات العشبية
  - بيرسيفال بوت، جراح
  - السير توماس براون، طبيب وعالم مصطلحات طبية
  - توماس سيدنهام، طبيب، ويُلقب بـ"أبقراط الإنجليزي"

- وونغ فن [الإنجليزية]، الذي درس في الخارج وعاد بتقنياته إلى وطنه الصين.
- أجناتس سيملفيس، الذي درس وخفّض من حالات حمى النفاس.
- لويس باستور وروبرت كوخ أسسا علم الجراثيم.
- ألكسندر فليمنج، الذي طوّر اكتشافه غير المقصود للبنسلين في مجال المضادات الحيوية.

### الرواد في الطب
- فيلهلم رونتغن اكتشف الأشعة السينية، وحصل على أول جائزة نوبل في الفيزياء عام ١٩٠١، "تقديرًا للخدمات الاستثنائية التي قدمها باكتشاف هذه الأشعة المذهلة (أو الأشعة السينية)"، واخترع التصوير الشعاعي.
- أجرى كريستيان برنارد أول عملية زرع قلب.
- كان إيان دونالد رائدًا في استخدام التصوير بالموجات فوق الصوتية، مما أدى إلى استخدامه كأداة تشخيصية.
- اخترع السير غودفري هاونسفيلد جهاز التصوير المقطعي المحوسب (CT)، وتقاسم جائزة نوبل في الطب عام ١٩٧٩ مع آلن م. كورماك، "لتطويرهما التصوير المقطعي بمساعدة الحاسوب".
- اخترع السير بيتر مانسفيلد جهاز التصوير بالرنين المغناطيسي، وتقاسم جائزة نوبل في الطب عام ٢٠٠٣ مع بول لاوتربر "لاكتشافاتهما المتعلقة بالتصوير بالرنين المغناطيسي".
- روبرت جارفيك، مخترع القلب الاصطناعي.
- أنتوني عطالله، مبتكر أول عضو مُنمّى في المختبر، وهو المثانة البولية الاصطناعية.

## المفاهيم العامة في الطب
- علم الأوبئة – دراسة التركيبة السكانية لعمليات المرض، وتشمل، على سبيل المثال لا الحصر، دراسة الأوبئة.
- التغذية – دراسة العلاقة بين الطعام والشراب والصحة والمرض، وخاصة في تحديد النظام الغذائي الأمثل. يُجرى العلاج الغذائي الطبي من قبل أخصائيي التغذية ويُوصف لمرض السكري وأمراض القلب والأوعية الدموية واضطرابات الوزن والأكل والحساسية وسوء التغذية والأمراض السرطانية.
- علم الأدوية – دراسة الأدوية وتأثيراتها.
- علم النفس – أحد التخصصات الأكاديمية والتطبيقية التي تتضمن الدراسة العلمية للوظائف والسلوكيات العقلية .
- الخطوط العريضة التغذية
  - قائمة العناصر الغذائية الكبرى
  - قائمة العناصر الغذائية الدقيقة
- الخطوط العريضة لطب الطوارئ
  - قائمة دورات طب الطوارئ
- قائمة الإجراءات الجراحية
  - قائمة العمليات الجراحية للعيون
- قائمة الإعاقات
  - قائمة المصطلحات المتعلقة بالإعاقة ذات الدلالات السلبية
- قائمة الكسور التي تحمل نفس الاسم
- فهرس المقالات المتعلقة بفيروس نقص المناعة البشرية/الإيدز
- قائمة البكتيريا المهمة سريريًا
- قائمة أنواع الخلايا المميزة في جسم الإنسان البالغ
- قائمة العلامات الطبية التي تحمل نفس الاسم
- قائمة المواضيع المتعلقة بإطالة العمر
- قائمة الأعراض الطبية
- قائمة المصطلحات المتعلقة بعلم الأورام
- قائمة مواضيع صحة الفم والأسنان
- قائمة شركات الأدوية
- قائمة العلاجات النفسية
- قائمة مواضيع اللقاحات
- مخطط التوحد
- مخطط تفصيلي للتمرينات الرياضية
- الخطوط العريضة لطب التوليد  (الحمل والولادة)
- مخطط علم النفس
- علم الأدوية، لقائمة المواد الطبية